# سانت كليمينتي ساسيباس
بلدية سانت كليمينتي ساسيباس (بالإسبانية: San Clemente Sasebas) هي بلدية تقع في مقاطعة جرندة التابعة لمنطقة كتالونيا شمال شرق إسبانيا.

## الديموغرافيا
بلغ عدد سكان بلدية سانت كليمينتي ساسيباس 545 نسمة عام 2011 (وفقاً للمعهد الوطني الإسباني للإحصاء).
| 398 | 415 | 416 | 474 | 503 | 513 | 545 |